# Comuna Tărgoviște, Tărgoviște
Tărgoviște (în bulgară Търговище) este o comună în regiunea Tărgoviște, Bulgaria, formată din orașul Tărgoviște și 51 de sate. 

## Localități componente

### Orașe
- Tărgoviște

### Sate
| - Aleksandrovo - Alvanovo - Baiacevo - Bistra - Bojurka - Bratovo - Buhovți - Buinovo - Cerkovna - Davidovo - Draganoveț - Dralfa - Dălgaci - Goleamo Novo - Goleamo Sokolovo - Gorna Kabda - Kopreț | - Koșniceari - Kralevo - Krășno - Lileak - Loveț - Makariopolsko - Makovo - Miladinovți - Miroveț - Momino - Nadarevo - Osen - Ostreț - Ovcearovo - Paidușko - Peveț - Podgorița | - Preseak - Preseleț - Presian - Probuda - Prolaz - Ralița - Razboina - Rosina - Rueț - Straja - Săedinenie - Tvărdinți - Tărnovța - Vardun - Vasil Levski - Zdraveț - Țvetnița |

## Demografie
Componența etnică a comunei Tărgoviște
     Turci (25,99%)
     Nicio identificare (8,13%)
     Romi (6,81%)
     Bulgari (58,02%)
     Altele (1,03%)
La recensământul din 2011, populația comunei Tărgoviște era de 57.264 locuitori. Din punct de vedere etnic, majoritatea locuitorilor (58,02%) erau bulgari, existând și minorități de turci (25,99%) și romi (6,81%). Pentru 8,13% din locuitori nu este cunoscută apartenența etnică.